# Zwergbirken-Milchling
Der Zwergbirken-Milchling (Lactarius subcircellatus) ist eine Pilzart aus der Familie der Täublingsverwandten (Russulaceae). Es ist ein mittelgroßer bis großer Milchling mit einem schmierigen und mehr oder weniger gezonten, braun bis graubraunen Hut und satt ockerfarbenen Lamellen. Der ungenießbare Milchling kommt überwiegend in der borealen Region Nordeuropas vor und ist mit Moor- und Zwergbirken vergesellschaftet.

## Merkmale

### Makroskopische Merkmale
Der Hut ist 5,5–14 cm breit, anfangs gewölbt, dann flach ausgebreitet und in der Mitte leicht niedergedrückt, wobei der Rand lange eingebogen bleibt. Später ist der Hut in der Mitte stärker niedergedrückt und schließlich oft trichterförmig vertieft. Die schmierige Oberfläche ist deutlich gezont, besonders in der Nähe des Randes. Die Zonen sind grauocker, rauchgrau, mausgrau, graubraun, beige oder zimtbraun gefärbt, die Mitte und der Bereich zwischen den Zonen ist blass ockergrau, blass mausgrau, ockerfarben oder isabellfarben.
Die mittelbreiten Lamellen sind breit am Stiel angewachsen oder laufen leicht daran herab. Sie stehen ziemlich gedrängt, sind manchmal in Stielnähe gegabelt und schon bald satt ockergelb, später auch fleischocker gefärbt.
Der zylindrische und zur Basis hin oft verschmälerte Stiel ist 4–8,5 cm lang und 1,5–2,5 cm breit. Die Oberfläche ist glatt, trocken und blass cremefarben. Im Alter verfärbt sich der Stiel dunkel fleischocker bis ockerfarben und das Stielinnere wird hohl.
Das feste Fleisch ist ockergelb und mehr oder weniger oliv oder gräulich getönt. Es schmeckt mild, hat aber einen unangenehmen Geschmack und schmeckt nach einiger Zeit etwas bitter. Der Geruch ist fruchtig-sauer. Die weiße, unveränderliche Milch schmeckt mild bis schärflich und nach einer Weile adstringierend. Sie verfärbt sich auch nicht mit Kalilauge. Das Sporenpulver ist blass cremefarben.

### Mikroskopische Merkmale
Die rundlichen bis elliptischen Sporen sind durchschnittlich 8,7–9,4 µm lang und 7,3–7,6 µm breit. Der Q-Wert (Quotient aus Sporenlänge und -breite) ist 1,10–1,35. Das Sporenornament ist etwa 0,5 µm hoch und besteht aus Rippen und verlängerten Warzen. Die Rippen sind oft zebrastreifenartig angeordnet, häufig verzweigt oder nicht netzig miteinander verbunden. Geschlossene Maschen kommen nicht oder nur selten vor. Der Hilarfleck ist teilweise amyloid.
Die 4-sporigen, mehr oder weniger zylindrischen bis breit keuligen Basidien sind 45–60 µm lang und 10–13 µm breit. Pleuromakrozystiden kommen nur zerstreut vor. Sie sind spindelig bis pfriemförmig und 65–110 µm lang und 7–13 µm breit. Die Lamellenschneiden sind heterogen und mit zahlreichen Basidien und recht wenigen, zylindrischen, keuligen oder spindeligen Cheilomakrozystiden besetzt, diese messen 54–70 × 9–10 µm.
Die Huthaut (Pileipellis) ist eine 70–150 µm dicke Ixocutis mit einigen aufrechten Hyphen. Die Hyphen sind 1–6 µm breit, durchscheinend, mäßig verflochten und gelatinisiert. Die Hyphenenden sind stumpf, etwas kopfig oder sogar perlschnurartig eingeschnürt. Auf die Hyphenmembran ist extrazellulär ein braungraues Pigment als granuläre Inkrustation aufgelagert.

## Artabgrenzung
Der alpine Standort bei Zwergbirken, die ockerfarbenen Lamellen, der deutlich gezonte, braune Hut und die sehr großen Makrozystiden sind Merkmale, anhand derer man die Art recht sicher bestimmen kann. Dennoch gibt es einige Arten mit denen der Milchling bei oberflächlicher Betrachtung recht leicht zu verwechseln ist.
Beim Gebänderten Hainbuchen-Milchling deutet sich die Ähnlichkeit bereits im wissenschaftlichen Namen L. circellatus an. Doch hat dieser eine völlig andere Ökologie, helle, jung blass cremefarben Lamellen, einen mehr grau gefärbten, trockenen oder wenig schmierigen Hut und eine graugrün eintrocknende Milch.
Der Verbogene Milchling L. flexuosus hat einen anders gefärbten, fleischigeren Hut, ist insgesamt kräftiger, hat entfernt stehende, dickere und blassere Lamellen und eine sich grau-grün verfärbende Milch. Außerdem wächst er normalerweise an trockeneren Standorten.
Der Moor-Milchling L. hysginoides ist normalerweise kleiner, nicht so deutlich gezont und hat blassere Lamellen.
Auch der Kuhroter Milchling hat einen deutlich weniger gezonten Hut, einen oft grubig gefleckten Stiel und riecht deutlich nach Maggikraut oder Bockshornklee. Alle genannten Arten haben deutlich kleinere Sporen und kleinere Makrozystiden.

## Ökologie und Verbreitung

Verbreitung des Zwergbirken-Milchlings in Europa.
Legende:
grün = Länder mit Fundmeldungen
weiß = Länder ohne Nachweise
hellgrau = keine Daten
dunkelgrau = außereuropäische Länder

Der Zwergbirken-Milchling ist in der borealen und arktischen Zone von Fennoskandinavien ziemlich häufig. Im übrigen Europa fehlt der Milchling. Man findet ihn nur noch vereinzelt in der alpinen Zone der Alpen.
Der Zwergbirken-Milchling ist wie alle Milchlinge ein Mykorrhizapilz, der besonders mit Moorbirken und Zwergbirken eine symbiotische Beziehung eingeht. Er wächst häufig an feuchten Stellen in Mischwäldern bei Moorbirken oder auf Bergheiden bei Zwergbirken. Die Fruchtkörper erscheinen zwischen Juli und September.

## Systematik
Kühners lateinische Originaldiagnose

„L. circellatae affinis pileo magis minusve zonato, propter granulos intercellulares pigmenti in murinum colorato, sed sapore dulci vel amarescenti, haud acri, et cystidiis ope SP inertibus. Pileo 50-60 mm.; stipite cremeo, haud viscoso. Lamellis magis minusve stipatis, saturate ochraceis. Sporis in massa cremeis, 8,7-10 × 7,5-8 µ. (ornamentis exclusis, quae cristae magis minusve ramosae vel confluentes sunt). - In zona alpina Laponica.“

R. Kühner beschrieb die Art erstmals 1975 in seinem Werk „Agaricales de la zone alpine“. Laut M. Basso ist die Art synonym zu Neuhoffs Varietät L. circellatus var. alpicola, die dieser allerdings nur vorläufig – als Nomen nudum – in seiner Milchlings-Monographie (1956) beschrieb. Nach B. Buyck u. a. ist die Varietät alpicola allerdings synonym zu Lactarius nanus J. Favre. Den Holotyp der Art sammelte Kühner im schwedischen Lappland bei Abisko.
Kühner vermutet in seiner Erstbeschreibung, dass der Milchling mit dem Gebänderten Hainbuchen-Milchling L. circellatus verwandt sei und wählte daher das Artattribut (Epitheton) subcircellatus. Das Präfix sub, lässt sich mit „ein wenig“ wie übersetzten. Die Übersetzung des artspezifischen Epitheton lautet also „ein wenig wie L. circellatus“.

### Infragenerische Systematik
M. Basso und Heilmann-Clausen stellen den Milchling in die Untersektion Trivialini, die ihrerseits der Sektion Glutinosi zugeordnet wird. Die Vertreter haben gezonte oder ungezonte, braune, violettbraune oder rötlich-braune Hüte und eine mehr oder weniger unveränderliche, weißliche Milch und eine klebrige bis schmierige Huthaut. Die Huthaut ist eine Ixocutis oder ein Ixotrichoderm.

## Bedeutung
Der Milchling ist ungenießbar.

## Übersetzung der lateinischen Originaldiagnose
1. ↑  
Mit L. circellatae verwandt, Hut mehr oder weniger gezont, wegen des granulären, interzellulären Pigmentes mausgrau gefärbt, aber mit mildem oder bitter werdendem Geschmack, nicht scharf und (Makro-)Zystiden mit SP (Sulfopiperonal) nicht reagierend. Hut 50–60 mm, Stiel cremefarben, nicht schmierig. Lamellen mehr oder weniger gedrängt, satt ockerfarben. Sporenpulver cremefarben, Sporen 8,7–10 × 7,5–8 μm (ohne Ornament, dieses ist gratig, mehr oder weniger verzweigt oder zusammenfließend). - In der alpinen Zone Lapplands.